# Kulceratops
Kulceratops là một chi khủng long, được Nessov mô tả khoa học năm 1995.